# Cathédrale Notre-Dame d'Arequipa
La cathédrale d'Arequipa dans le sud du Pérou est considérée comme l'un des premiers monuments religieux du XVIIe siècle dans la ville. 

## Architecture

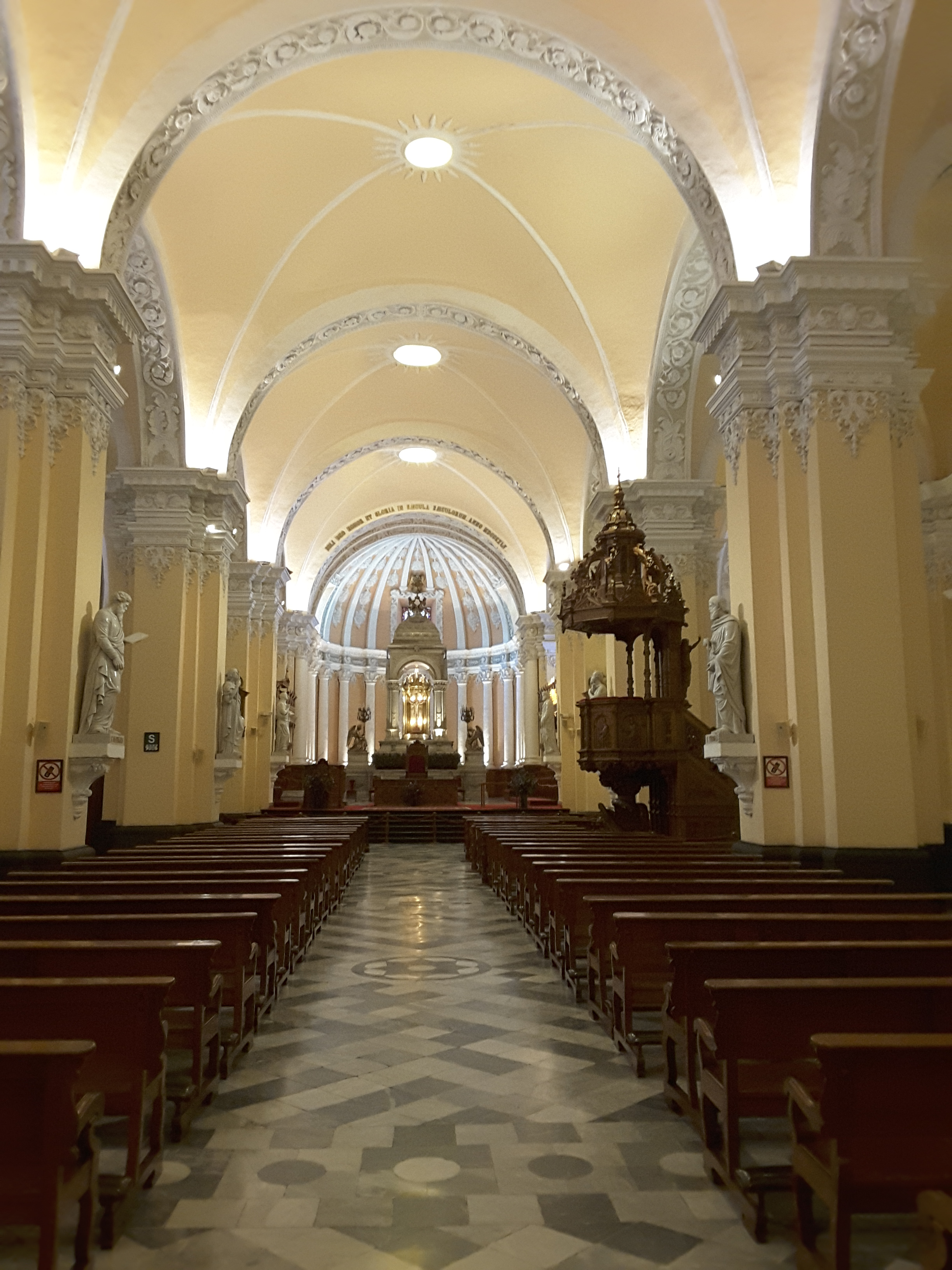
Nef de la Cathédrale

Elle fut construite en moellons (pierres volcaniques), avec des voûtes en briques et est le lieu de culte principal de la ville. Elle occupe le côté nord de la Place des Armes. Construite entièrement en pierre de taille, présente un style néo-Renaissance de style avec une certaine influence gothique. 
Sa façade est composée de soixante-dix colonnes à chapiteaux corinthiens, trois couvertures et deux grandes arches latérales. Elle est surmontée de deux hautes tours de style Renaissance. À l'intérieur, l'autel principal, est en marbre de Carrare. Elle a été durement frappée par le tremblement de terre de 2001, qui a gravement affecté ses tours.
La façade de 108m qui borde la place des armes n’est pas l’entrée principale, ce n’est qu’un flanc.
Elle a été maintes fois reconstruite, voici les principales dates : construite initiale en 1656, puis détruite par un incendie en 1844. Reconstruite, elle a été de nous détruite par un tremblement de terre en 1868, puis de nouveau rebâtie, dans un style néo-Renaissance. Le séisme de 2001 a renversé l’une des énormes tours, elle fut réparée fin 2002…
Elle est l'une des 70 églises dans le monde autorisées à arborer le drapeau du Vatican.

## Musée de la Cathédrale
Le Musée abrite trésors, objets religieux, peintures, explications sur la cathédrale, habits. La visite du musée se fait avec un guide, qui fait également visiter la cathédrale, y compris les toits de la cathédrale avec une vue sur toute la ville.

## Sources
- (es) Cet article est partiellement ou en totalité issu de l’article de Wikipédia en espagnol intitulé « Basílica Catedral de Arequipa » (voir la liste des auteurs).

## Liens utiles
- https://www.museocatedralarequipa.org.pe/postales.html le site internet du musée de la cathédrale